# Eliáš Dollhopf
Eliáš Dolhopf, psáno též Elias Dollhopf, či Elias Dollhopff (13. ledna 1703 Tachov – 12. prosince 1773 Horní Slavkov), byl český barokní malíř německé národnosti, jehož tvorba se váže k regionu západních Čech, převážně někdejšího Loketského kraje.

## Život

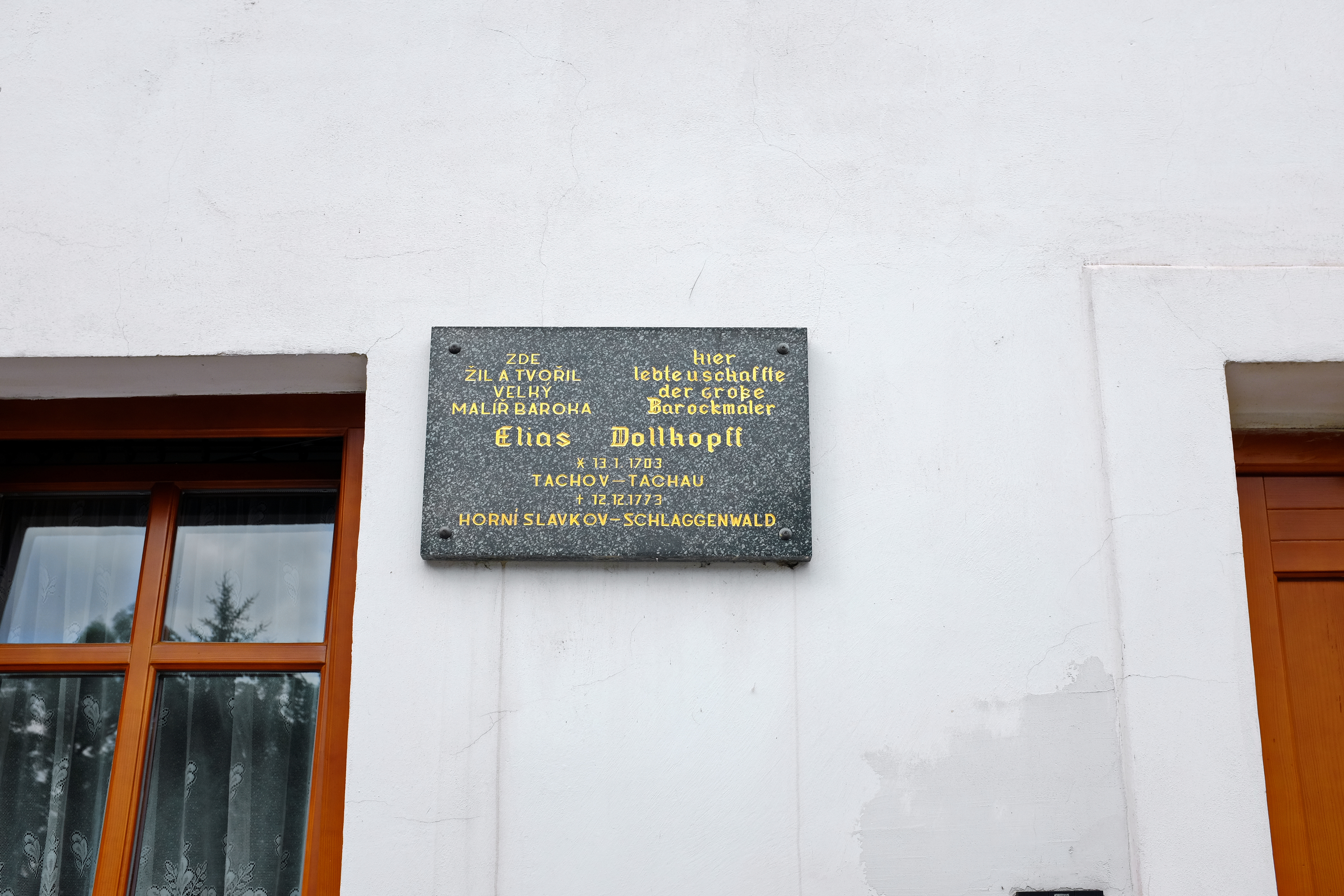
Pamětní deska v Horním Slavkově

Eliáš Dollhopf byl nejstarším z pěti dětí Johanna Adama a Magdaleny Marie. Pokřtěn byl v kostele Nanebevzetí Panny Marie v Tachově. V rodině se po několik generací dědilo řeznické řemeslo a Dollhopfovi patřili k zámožnějším a váženým tachovským měšťanům. Jeho otec se stal roku 1737 tachovským purkmistrem. Kde Eliáš Dollhopf nabyl uměleckého řemesla, to se dosud nepodařilo úspěšně zodpovědět. V Tachově působil malíř Matheus Mathiowitz z jehož tvorby se mnoho nedochovalo. Lze usoudit, že právě Mathiowitz byl Dollhopfovým učitelem. Někteří historici o tom nepochybovali (např. Anton Gnirs), doloženo to však není. Lze to ovšem předpokládat, neboť Mathiowitz byl v době počátků malířovy profesní kariéry jediným známým tachovským malířem. Rovněž je jisté, že Dollhopf i Mathiowitz pracovali pro křížovníky s červenou hvězdou z Chlumu Svaté Maří, zejména pro farnosti na Loketsku, Sokolovsku a Karlovarsku, spravované tímto řádem. Počátky malířovo tvorby se pojí s historickým Chebskem a poté se sousedním Loketskem.
Z Tachova se přestěhoval do Horního Slavkova. Příchod malíře do Horního Slavkova je neznámý, dochovaný dopis z roku 1735, adresovaný mecenáši Johannu Josefu Werndlovi z Lehensteinu, je prvním historickým pramenem, dokladujícím pobyt v Horním Slavkově. Zde se i oženil s Annou Marií Sofií a bydlel v domě čp. 269 (nyní nám. Republiky č. 8). Život rodiny malíře nebyl jednoduchý, zakázky získával nárazově a svým způsobem vedl kočovný život. Přesto zajistil svou rodinu před strádáním, především investicemi do pozemků. V Horním Slavkově byl významnou osobností, nejpozději od roku 1754 provozoval v Horním Slavkově malířskou dílnu, stal se hornoslavkovským purkmistrem. Okrajově se zabýval malováním portrétů.
Zemřel v Horním Slavkově 12. prosince 1773.

## Dílo

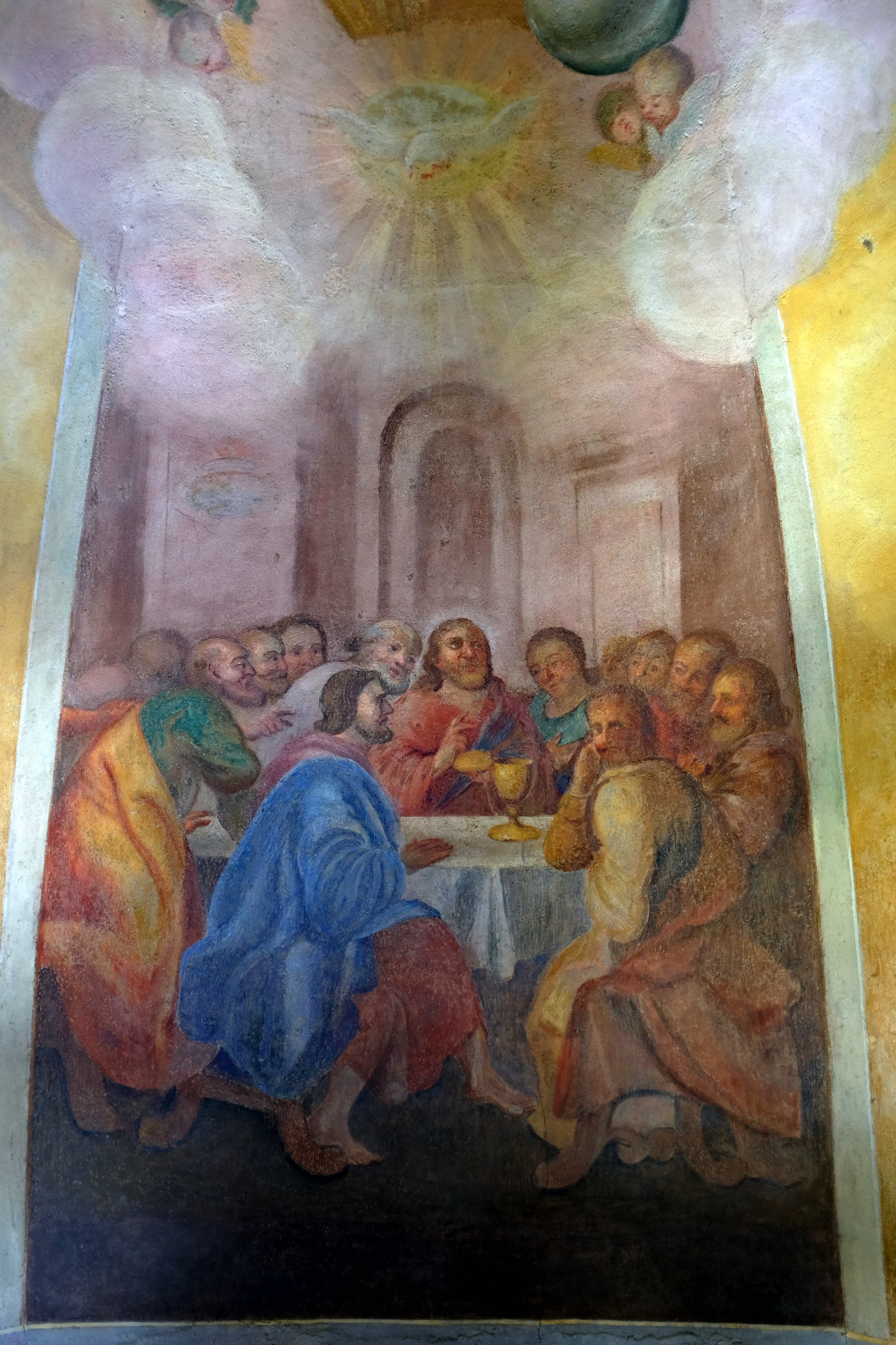
Freska v kapli Božího Těla v Horním Slavkově

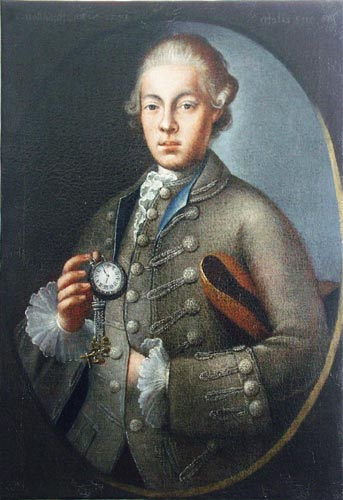
Obraz – Muž s hodinkami

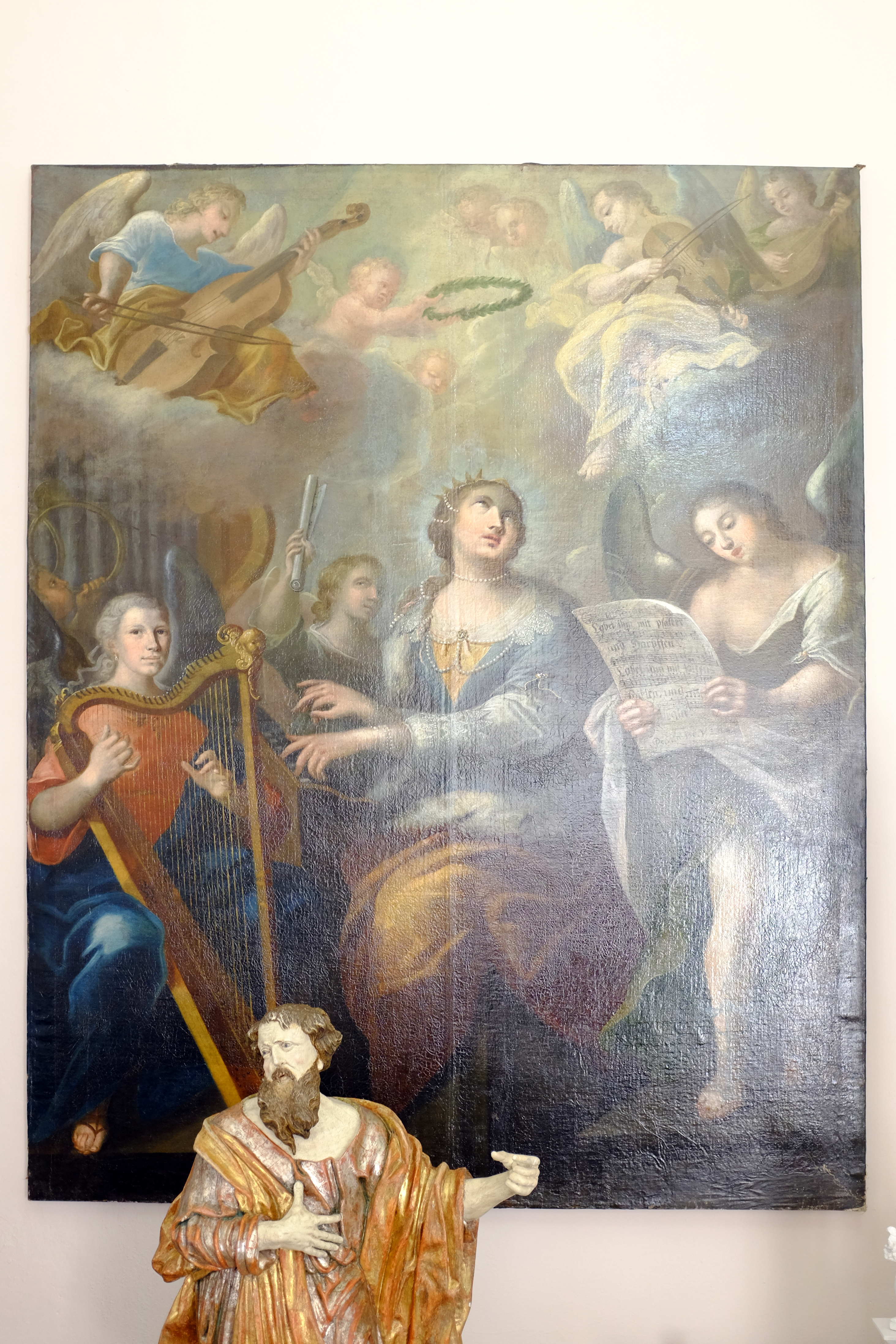
Obraz – Svatá Cecílie s anděly

Prvním známým dílem Dollhopfa je iluzivní oltář v kostele Nanebevzetí Panny Marie v Kynšerku nad Ohří. V roce 2005, během rekonstrukce kostela, byla po demontáži bočního oltáře Bolestné Matky Boží objevena dosud neznámá freska. Při restaurátorských pracích byla nalezena malířova signatura s uvedením letopočtu 1729.
Významnou objednávku na freskovou výzdobu kostela sv. Vavřince v Chodově obdržel Dollhof v roce 1733. V kopuli chrámu vytvořil malíř fresku s motivem Korunování Panny Marie a několik dalších fresek. Chodovský farář Hönig byl s díly Eliáše Dollhopfa velice spokojen a poté, co se stal farářem v Hroznětíně, mu svěřil štafírování soch i bočního oltáře sv. Jana Nepomuckého v kostele svatého Petra a Pavla.
Svou stopu zanechal malíř v Horním Slavkově, kde pracoval na nástěnných malbách v nově postavené kapli Božího Těla, později v kostele sv. Jiří. K jeho tvorbě rovněž náleží řada portrétů hornoslavkovských měšťanů.
Ve službách Werndlů z Lehensteinu se podílel na výzdobě kostela svatého Vavřince v Neualbenreuthu. Ze vzájemné korespondence vyplývá, že pro kostel namaloval a odevzdal dva obrazy, zřejmě jeden oltářní a jeden nástavcový. Ty se však již v kostele nenacházejí. Od Johanna Josefa Werndla obdržel zakázku na portrét císaře Karla IV. do sněmovního sálu chebské radnice. Obraz v nadživotní velikosti je nezvěstný, ještě v polovině 20. století se údajně nacházel ve sbírce Matouše Mandla, významného plzeňského politika.
 Dollhopf se podílel plátnem postranního oltáře na výzdobě kostela svatého Jana Nepomuckého v Ottengrünu, místní části Neualbenreuthu i dalších oltářních obrazů v kostele sv. Šebestiána ve stejné obci. V oblasti dnešního bavorského okresu Tirschenreuth pracoval Dollhopf na celé řadě dalších oltářních obrazů a fresek. Mnoho z jeho děl se však nedochovalo, dokladem však jsou dochované účty o uhrazených částkách.
Svou životní zakázku dostal Dollhopf od premonstrátů z kláštera v Teplé. Rozsah jeho děl je značný, jedná se o mnoho obrazů a fresek, na kterých pracoval malíř mnoho let. K nejzdařilejším dílům patří oltářní plátna Stětí sv. Kateřiny či obraz, plátno s vyobrazením blahoslaveného Hroznaty, zakladatele kláštera v Teplé. Jeho oltářní plátna Uctívání měděného hada a Ukřižování Krista byla dříve přisuzována Petru Brandlovi.
Krátce po dokončení výzdoby klášterního kostela v Teplé dostal Dollhopf zakázku na freskové malby v kostele svatého Bartoměje v Pístově a poté i v kostele svatého Jiljí v Teplé.
Profesní kariéra Eliáše Dollhopfa byla spojena s řádem křižovníků s červenou hvězdou, která započala výzdobou kostela Nanebevzetí Panny Marie v Kynšerku nad Ohří. Pokračováním jeho tvorby pro uvedený rytířský řád byla výzdoba kostela Nanebevzetí Panny Marie a svaté Maří Magdaleny v Chlumu Svaté Maří. Zde se malíř uplatnil rovněž jako portrétista obrazem chlumského probošta. I přes špatný stav obrazu patří k nejzdařilejším Dollhopfovým portrétům.
Objednávky na výzdobu kostelů dostával malíř i z města Lokte, kde jsou jeho díla v kostele sv. Václava, a Karlových Varů, kde vyzdobil kostel svaté Máří Magdaleny. Na zaniklém poutním místě v Mariánské vyzdobil již neexistující kostel zasvěcený Panně Marii.
Podílel se na výzdobě kaple Korunování Panny Marie v Sokolově, při velkém požáru města roku 1874 byl však interiér kaple zničen.
Rozsáhlého úkolu se malíř ujal roku 1772, tehdy již devětašedesátiletý. Vytvořil výzdobu, řadu obrazů pro kostel a fresky v kostele sv. Anny v Horním Slavkově.
V sokolovském muzeu mohou návštěvníci zhlédnout obraz Eliaše Dollhopfa Svatá Cecílie s anděly z roku 1768, rozměrné oltářní plátno původně umístěné v kostele sv. Jiří v Horním Slavkově. K nejzajímavějším dílům malíře patří malované antependium z roku 1744 v kostele svatého Václava v Lokti.
Eliáš Dollhopf se po dobu delší než čtyři desetiletí podílel na výtvarné podobě mnoha kostelů, zejména v západních Čechách.